# 复旦大学江湾校区

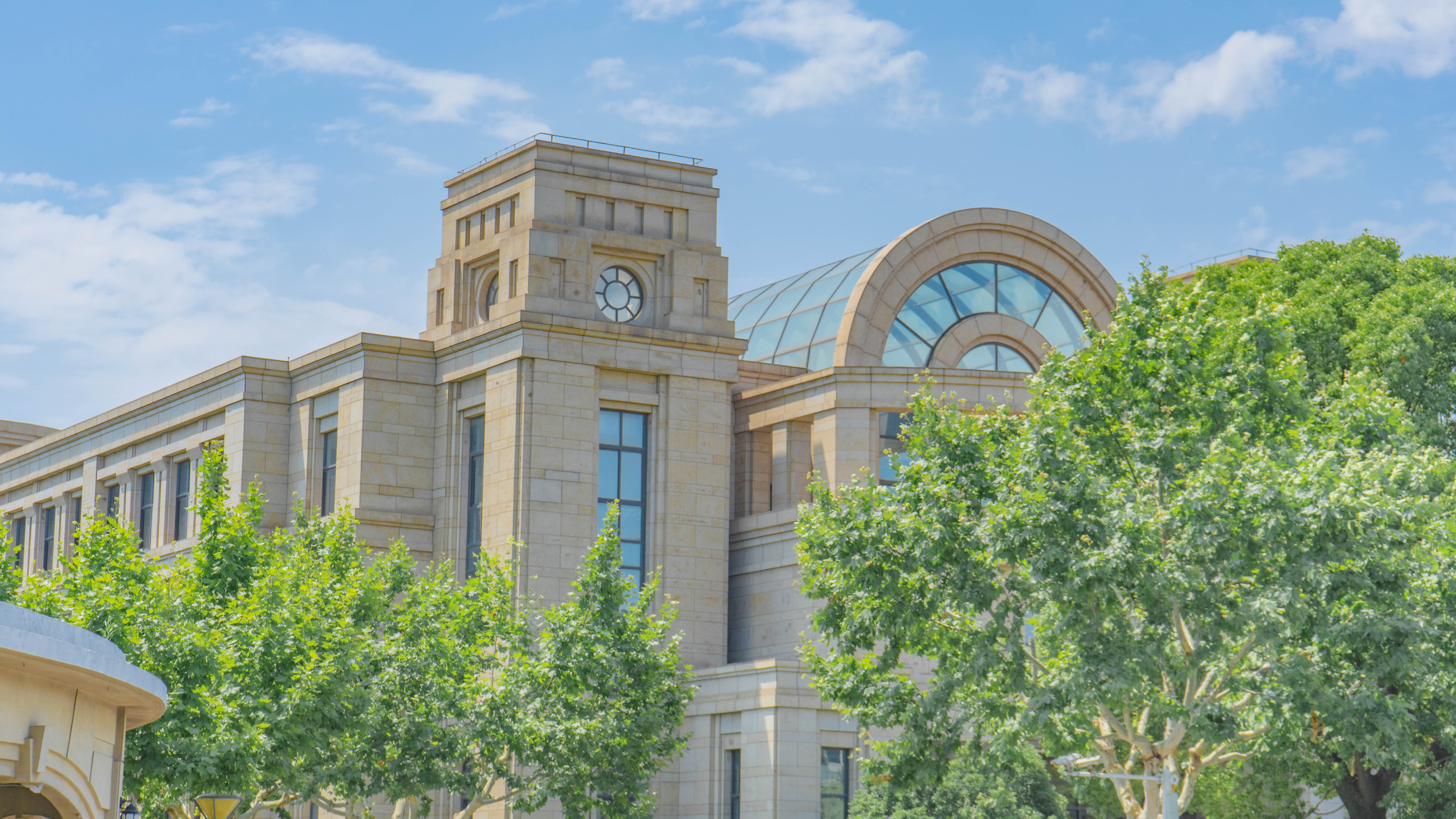
复旦大学江湾校区教学楼

江湾校区是复旦大学的四大校区之一，有时也被称作江湾新校区，因位于杨浦区新江湾城西北部而得名，是复旦面积最大、历史最短的一个校区。总面积约1600亩，其中100亩为学生、教师公寓。东临淞沪路、西临国权北路、南临殷行路、北临国帆路，距邯郸校区仅3.5公里。江湾校区正门位于淞沪路2005号。

## 建设
江湾校区于2003年动土兴建，2005年复旦百年校庆时，一期建成投入使用。江湾校区现有法学院、生命科学学院和先进材料实验室，而数学科学学院、物理学系、化学系、高分子系、环境科学与工程系也即将迁入江湾校区。此外因枫林校区改扩建，上海医学院的低年级本科生2014-2017年三年也被暂时安排在本校区学习和生活。

### 2012 年扩建
因复旦大学邯郸校区和枫林校区用地紧张，学校于2012年启动江湾校区建设和枫林校区改扩建工程。本轮建设结束后，复旦大学绝大多数基础理科将搬迁至江湾校区，这将大大缓解邯郸校区的压力。

### 2021 年扩建
2021 年 11 月 9 日，复旦大学江湾管委会、总务处、保卫处、基本建设处联合发布《关于江湾校区新建学生宿舍（一期）、第二食堂、融合创新二号楼、实验物资服务站项目围合封路的通知》，正式开始一轮建设。

## 建筑

### 大门
学校共 6 个出入口。
- 1 号门  位于淞沪路西侧，校园东部，东侧对着国秀路。进入后是韶华大道，北侧是日湖。
- 2 号门  位于淞沪路西侧，校园东北角。进入后，北侧是先进材料楼，南侧是环境科学楼。
- 3 号门  位于淞沪路西侧，校园东南角，已关闭。
- 4 号门  位于国帆路，后勤人员出入口。大门西侧是后勤宿舍楼，东侧是发育生物所。
- 5 号门  位于国权路东侧，校园西部。进入后，南侧是篮球场。
- 6 号门  位于国权路东侧，校园西南角，正对着生活园区。可由地下过道进入生活园区，过道仅在特殊情况启用。

### 现有主要建筑
- 行政会议中心
- 复旦大学图书馆江湾馆（李兆基图书馆）
- 凯原法学楼
- 生命科学大楼
- 物理楼
- 化学楼
- 环境科学楼
- 动物房
- 交叉学科一号楼、交叉学科二号楼
- 智华楼（教学楼）
- 食堂、宿舍
- 上海数学中心
- 发育生物研究所
- 室内体育馆和游泳池

### 规划建筑
- 科研楼
- 学术交流中心和交叉中心
- 餐饮中心
- 新建教学楼

### 江湾生活园区
江湾生活园区是学生的宿舍，住有本科生、研究生。共 13 幢宿舍楼、1 幢学生活动中心、1 幢浴室。
13 幢宿舍楼划分为 17 栋，其中 5、6 号楼是一幢，7、8 号是一幢，9、10 号是一幢，11、12 号是一幢，13、14 号是一幢。物业位于 15 号楼。
学生活动中心称为“光华 Mall”，有会议室、党建活动室、多功能厅、舞蹈房、自习室、办公室。

## 建筑质量问题
江湾新校区一期投入使用后，逐渐出现了比较严重的建筑质量问题，部分建筑被发现有不均匀沉降、外墙大量剥落的情况。为保安全，学校方面不得不在建筑外围拉起警戒线，以防止不断剥落的外立面伤到路人。2013年，江湾校区一期建筑外立面陆续开始全面返修。

## 趣闻
- 江湾校区因绿化面积大，常被称为“江湾大草原”。